# Damfotboll

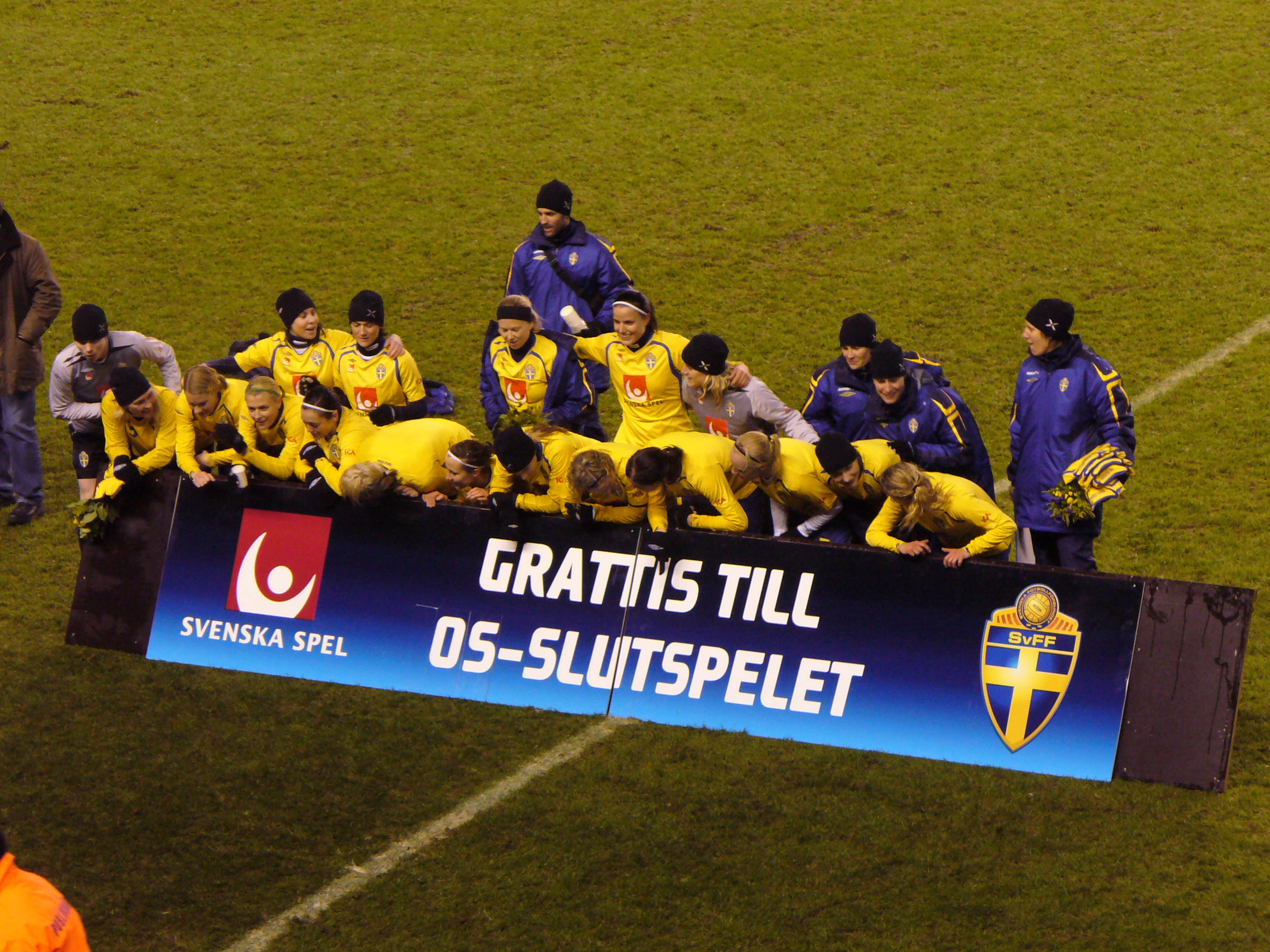
Svenska landslaget på Råsunda fotbollsstadion efter att ha besegrat Danmark i kvalet till 2008 års olympiska turnering.

Damfotboll är fotboll spelad av kvinnor. Under det tidiga 1900-talet var damfotbollen främst förknippad med välgörenhetsmatcher och motionsidrott. Genombrottet för organiserad fotboll på damsidan som kom under 1970-talet. Fotboll utvecklades då till att bli dominerande lagsport även bland kvinnor och flickor. 
Det är framförallt i Norden, Västeuropa, Nordamerika och Östasien som organiserad damfotboll numera är vanligt. Många länder i Mellanöstern och södra Asien saknar damlag[källa behövs], vilket Fifa försöker ändra på. Till de största utmaningarna har hört att skapa damlandslag i Iran och Afghanistan. 
Av världens totalt drygt 120 miljoner registrerade fotbollsspelare är drygt 10 miljoner kvinnor. En stor del av dem finns i USA.[källa behövs]
Damfotboll spelas med samma boll- och planmått som herrfotboll.

## Historia

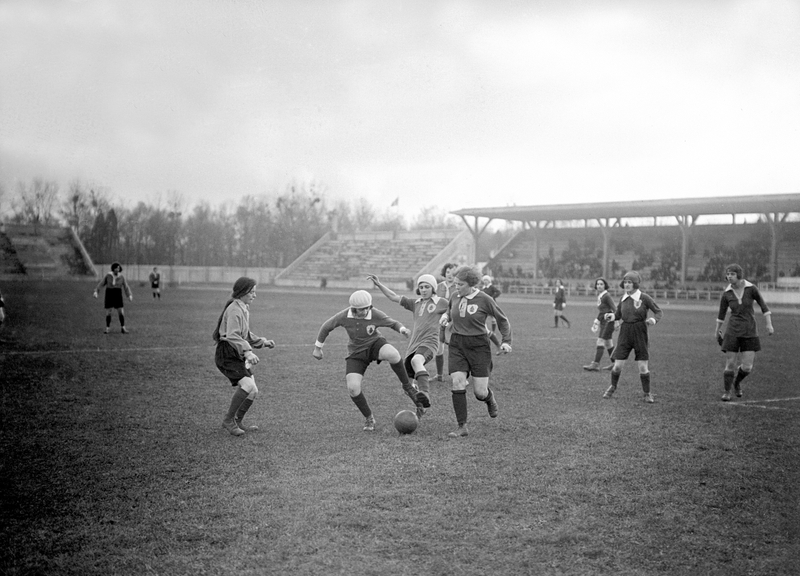
Match i Frankrike 1923

Fotboll har historiskt framförallt spelats av män, och det är främst fotboll spelad av män som dokumenterats från medeltiden och framåt. Det finns belägg för att kvinnor spelat fotboll i Skottland under 1790-talet. De första dokumenterade fotbollsmatcherna mellan kvinnor ägde rum i Glasgow, Skottland, 1892.
I Storbritannien blev fotboll populärt bland kvinnor under första världskriget, eftersom mobiliseringen av män till den brittiska krigsmakten gjorde att många kvinnor började arbeta inom industrin. 1920 spelades den första internationella matchen då engelska "Dick, Kerr's Ladies FC" mötte ett franskt kombinationslag (med spelare från "Fémina Sport", "Les Sportives de Paris" och "En Avant Paris") i England. Damfotbollen drog en publik som ibland var större än herrfotbollens, men den 5 december 1921 röstade det engelska fotbollsförbundet för att stoppa dammatcher på dess medlemsklubbars planer. Förbudet avskaffades i juli 1971. 
Det första inofficiella Europamästerskapen för damer spelades i Italien 1969  och 1979  och vanns av Italien respektive Danmark. Det första officiella Europamästerskapet i fotboll för damer med kvalspel, spelades 1982–1984 och vanns av Sverige.
Det första officiella världsmästerskapet för damer spelades i Folkrepubliken Kina i november 1991 och vanns av USA, alltså 61 år efter första herr-VM i fotboll. 1996 spelades för första gången en damturnering i fotboll vid olympiska spelen.
VM i Kina 2007 blev det första med prispengar.

### Danmark
1959 startade damserier i Danmark . Danmarks damer var internationellt framgångsrika under 1970-talet, och vann bland annat världsturneringarna i Italien i juli 1970 och Mexiko i augusti–september 1971 samt inofficiella Europamästerskapet i Italien i juli 1979.

### Frankrike

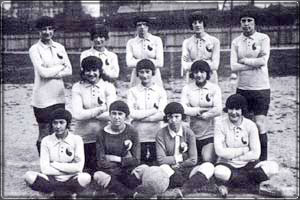
Franska damlandslaget 1920

I Frankrike grundades de första damklubbarna kring 1910 (Fémina Sport, Les Sportives de Paris och En Avant Paris) i Parisområdet. 1919 grundades Frankrikes damsportsfederation Fédération des Sociétés Féminines Sportives de France, 1920 spelade ett franskt kombinationslag sina första internationella matcher i England (mot Dick, Kerr's Ladies FC), därefter mötte Frankrike Englands damlandslag i flera omgångar fram till april år 1922. Mellan 1926 och 1932 spelades även flera landskamper mot Belgiens damlandslag. Den franska fotbollsfederationen Fédération Française de Football startade sedan upp ett landslag som mellan 1969 och 1971 spelade inofficiella landskamper och från och med år 1971 officiella landskamper.

### Norge
Under början av 1920-talet spelade damer bland annat i Østfold, där lag från Moss och Askim möttes. En av de första matcherna spelades den 16 juni 1928, med fyra tillfälligt indelade lag och Sonia Henie som dragplåster . Eftersom finalen avgjordes på stilpoäng, kan försöket knappast betraktas som seriöst. Norges dåvarande kronprins Olav delade ut pokalen. 1931, mötte Hamar IL:s damlag Kapp IL i "seriös" match med domare och linjedomare. Hamar IL vann med 3–0. Fler lag startades, men få ville hjälpa till. Då IF Fløya ville spela nekade Norges Fotballforbund med vaga formuleringar om kvinnornas hälsotillstånd .
1970 möttes IL Sandviken och SK Branns handbollsdamer i fotboll. Dock är det matchen under Levermyrdalene, mellan Amazon Grimstad, då del av FK Jerv, och BUL som räknas som den första seriösa dammatchen i fotboll, även om det handlade om pausunderhållning . Senare ökade antalet damlag, och inofficiella norska mästerskap anordnades från 1974. Här kom framförallt BUL att spela en viktig roll, både organisatoriskt och resultatmässigt. Först 1978 erkände Norges Fotballforbund damspel, då under press. Då hade Danmark haft ett landslag i snart 10 år, och Sverige, om än inofficiellt fram till 1973, nästan lika länge. Norge gjorde de första åren heller ingen större inverkan internationellt, och slutade på andra plats i sin kvalificeringsgrupp till Europamästerskapet 1984. Bara gruppvinnaren gick vidare. Dock påbörjades en organisering på klubbnivå, först regionvis, och från 1987 i en nationell serie. Samma år vann Norge Europamästerskapet, och året därpå blev Norge inofficiella världsmästare i en inbjudningsturnering i Folkrepubliken Kina. Båda gångerna vann Norge mot Sverige i finalen. Norges guldålder var dock 1990-talet, fram till år 2000, då man vann Europamästerskapet 1993, officiella världsmästerskapet 1995 och olympiskt guld år 2000, samt världsmästerskapssilver 1991 och olympiskt brons 1996. Därefter har man inte vunnit någon stor turnering, men i Europamästerskapet 2005 slutade man tvåa.
I klubbsammanhang har aktivitet pågått flera år före Norges Fotballförbund godkände damspel. Det första officiella norska mästerskapet spelades 1978, och vanns av BUL från Oslo. BUL vann fyra gånger till, förutom 1981, då man åkte på styrk av Bøler IL. Andra lag som dominerade i norska mästerskapet var Asker Fotball Kvinner och SK Sprint-Jeløy. Främst var dock Trondheims-Ørn, som vant vann alla norska mästerskap åren 1993–2002, förutom 1995 och 2000. 2003 vann det första laget från Nordnorge, Medkila IL, cupen. Laget har bara spelat en säsong i Norges den högsta division för damer.
Serien har spelats sedan 1987, och bytt namn två gånger. Först 1996 från 1. divisjon fotball for kvinner til Eliteserien for kvinner, och den andra år 2000, då namnet Toppserien infördes. Serien vanns första gången av Klepp IL, men därefter har andra vunnit: Fram till 1993 dominerade Asker och Sprint-Jeløy, 1994 till 2001 dominerade Asker och Trondheims-Ørn, från 2002 har Kolbotn IL och Røa IL dominerat. Efter säsongen 2008 var Trondheims-Ørn det lag som vunnit serien, med sju slutsegrar. Tvåa är Asker med sex slutsegrar.

### Spanien
I Spanien är intresset för fotboll stort. Det gäller främst herrfotboll, med den pengastinna La Liga som inkluderar några av världens bästa klubblag. Flera av dessa klubbar är även aktiva i Primera División (La Liga) för damer och bidrar med spelare till damlandslaget, vilket deltagit i ett VM-slutspel (2015) och tre EM-slutspel (1993, 2013 och 2017). Under 2017 års EM-slutspel nådde Spanien kvartsfinal.
Två av de mest framgångsrika spanska damfotbollsklubbarna är Club Atlético Madrid Féminas (damsektionen i Atlético Madrid) och FC Barcelona Femení (del av FC Barcelona). Atlético Madrid vann ligan säsongen 89/90 och har därefter ofta kämpat om titeln. FC Barcelona blev ligavinnare 2011–12, 2012–13, 2013–14 och 2014–15. Barcelonalaget gick till semifinal i Uefa Women's Champions League 2016/2017.
I vanliga fall spelar de spanska damligaklubbarna inför betydligt mindre publik än herrklubbarna. Specialarrangemang anordnas dock ibland, och 17 mars 2019 såg 60 739 åskådare FC Barcelona vinna på bortaplan (på Wanda Metropolitano) med 0–2 mot tätkonkurrenten Atlético Madrid. Publiksiffran var rekord för en match i någon nationell damfotbollsliga.
Utöver landslaget och de olika klubbarna har även Spaniens olika autonoma regioner (inklusive Baskiens damlandslag i fotboll) sina egna representationslag. Dessa regionala "landslag" är inte medlemmar i vare sig Fifa eller Uefa, vilket begränsar deras möjligheter till tävlingsspel.

### Storbritannien
I augusti 1917 sparkade en damturnering i gång för ammunitionsarbetarlag i nordöstra England, "Tyne Wear & Tees Alfred Wood Munition Girls Cup". Första vinnaren var Blyth Spartans, som slog Bolckow, Vaughan med 5-0 i en omspelad final i Middlesbrough den 18 maj 1918. En andra säsong, 1918/1919, spelades också och vanns då av damerna vid Palmers skeppsvarv i Jarrow, som slog Christopher Brown's från Hartlepool 1-0 i finalen på St James' Park i Newcastle den 22 mars 1919.
Efter att det engelska fotbollsförbundet den 5 december 1921 förbjudit damlag på sina medlemsklubbars planer bildades ett engelskt damförbund för fotboll. En silverpokal donerades av dess förste ordförande, Len Bridgett, och turneringen spelades 1922. 24 lag deltog, och turneringen vanns av Stoke Ladies, som finalslog Doncaster and Bentley Ladies med 3–1 den 24 juni 1922.
1937 och 1938 spelade Dick, Kerr's Ladies FC mot Edinburgh Ladies i ett "mästerskap för Storbritannien och världen" (engelska: "Championship of Great Britain and the World". Edinburgh Ladies vann 1937, Dick, Kerr's Ladies FC 1938.
I juli 1971 avskaffade det engelska fotbollsförbundet sitt förbud för damlag att spela på sina medlemsklubbars planer.

### Sverige
Dammatcher började spelas i Sverige, mest som uppvisningsmatcher, i början av 1900-talet. Den svenska sporttidskriften Idrottsbladet rapporterade bland annat från en match på Aspuddens IP 1918 som slutade 0–0. Damfotbollen hade dock svårt att accepteras och deras matcher ansågs som skämtsamma och oseriösa.[källa behövs]
I början av 1970-talet tog intresset dock fart. 1970 bestämdes att tävlingsspel skulle kräva licens, precis som för herrarna. Detta år registrerades 728 damspelare, och redan ett år senare var antalet registrerade damfotbollsspelare 4 901. År 1973 spelade svenska damer sin första landskamp, år 1975 fick Sverige sitt första kvinnliga fotbollssproffs och intresset ökade därefter kraftigt år 1984 då Sverige vann EM-guld. Några år senare avgjordes den allra första världsmästerskapsmatchen i Kina år 1991. Sverige slutade på tredje plats efter segrarna USA som slog Norge i finalen.
Även försök med seriespel gjordes, bland annat spelades Umemästarinnorna 1950 och 1951  och 1968–1974 spelades Västergötlands damfotbollsserie. Den senare vanns alltid av Öxabäcks IF, som startat sitt damlag i fotboll 1966. 1972 spelades det första svenska riksmästerskapet, som 1973 blev officiellt svenskt mästerskap. 1978 blev Sveriges damserier i fotboll för första gången uppdelade i divisioner, och 1988 sparkade Damallsvenskan igång.
År 2008 var 178 000 av Sveriges 606 000 aktiva fotbollsspelare kvinnor, vilka då utgjorde 29 % av de aktiva spelarna. Därmed var fotboll den näst mest populära idrotten för kvinnor i Sverige, efter gymnastik som då hade 237 000 aktiva kvinnor. Inom den organiserade ungdomsidrotten var dock fotboll den största (flick)sporten, med 63 000 klubblagsspelare i åldern 13–20 år. Där var ridsport näst största kvinnliga ungdomsidrott (46 000 utövare) och innebandy trea (21 000), med gymnastik och handboll på delad fjärde plats (17 000).

### Tyskland
1930 bildades Deutschen Damen Fussballclub, som spelade under några års tid.

### USA

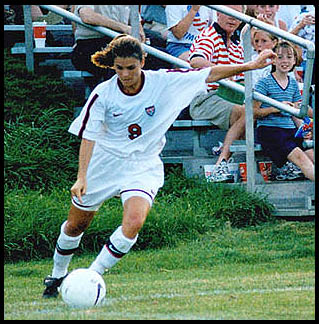
Mia Hamm var i många år en stor profil inom damfotbollen.

I USA började damlag vid collegeskolorna dyka upp från slutet av 1970-talet, efter 60 års kamp för social acceptans. Under 1980-talet blev de alltmer accepterade, och tävlingar sparkade igång. Brown University var första college att ge sitt damlag full status. Association for Intercollegiate Athletics for Women (AIWA), sponsrade den första regionala damturneringen i fotboll vid college i USA, vilken spelades vid Brown University. Under 1990-talet ökade antalet utövare starkt, mycket på grund av lagen Title IX från den 23 juni 1972, som förbjuder könsdiskriminering inom collegesporten i USA.

## Turneringar

### Kontinentalturneringar
Inofficiella Europamästerskap spelades i Italien 1969  och 1979  och vanns av Italien respektive Danmark, men först 1982–1984 spelades, med kvalspel, det första Europamästerskapet i fotboll för damer, och vanns av Sverige.
Asiatiska mästerskap började spelas 1975, oceaniska 1983.

### Världsturneringar
Innan damernas världsmästerskap hade premiär 1991, spelades flera inofficiella världsturneringar under 1970- och 80-talen  bland annat Fifas inbjudningsturnering 1988 i Taiwan (Republiken Kina) .
Det första officiella världsmästerskapet spelades i Folkrepubliken Kina i november 1991 och vanns av USA. Den tredje upplagan, som spelades i USA i juni-juli 1999, drog globalt TV-intresse och final inför rekordpubliken 90 000+ på Rose Bowl i Los Angeles, där USA besegrade Folkrepubliken Kina med 5-4 efter straffsparksläggning.

### Olympiska spelen
1996 spelades för första gången en damturnering i fotboll vid olympiska spelen, och då amatörbestämmelserna för olympiska spel avskaffades under 1990-talet kunde damerna, som inte omfattades av den olympiska fotbollens åldersbestämmelser på herrsidan, spela en turnering med de bästa lagen från föregående års världsmästerskap.
Dock kan inte de brittiska landslagen delta, då den internationella olympiska kommittén inte erkänner deras Fifa-status som separata landslag i tävlingar. Ett brittiskt landslags deltagande på både herr- och damsidan i 2012 års olympiska fotbollsturneringar blev omdiskuterat från 2005, då London tilldelades spelen, till 2009. England stödde ett gemensamt brittiskt lag, medan Skottland, Wales och Nordirland var emot, då de ansåg att detta hotade deras självständiga Fifa-status. En kompromiss gjorde dock att England ensamma skickar spelare till ett lag under brittisk flagg 

## Ungdom
Fifa startade 2002 igång ett U 20-världsmästerskap, som 2006 blev ett U 20-världsmästerskap. 2008 startade Fifa även ett U 17-världsmästerskap.

## Klädsel
Klädseln har varit en diskussionsfråga inom damfotbollen. Under 2004 föreslog Fifas president Sepp Blatter att damerna skulle börja spela med tajtare shorts och mindre tröjor för att skapa femininare spelare och därmed locka mer publik.
I september 2008 bytte FC de Rakt i Nederländerna sina traditionella matchställ med korta åtsittande kjolar. Det kungliga nederländska fotbollsförbundet hade förbjudit detta, och krävt att alla lag oavsett kön skulle spela i kortbyxor, men förbudet upphävdes då det visade sig att FC de Rakt bar kortbyxor under sina kjolar.
2011 beslutade det ryska laget FK Rossijanka att spela med bikini för att höja publiksiffrorna.